# Pogonomyrmex occidentalis
Pogonomyrmex occidentalis (лат.) — жалящий вид американских муравьёв-жнецов рода Pogonomyrmex из подсемейства Myrmicinae. Неарктика. Также известен как западный муравей-жнец (англ. Western harvester ant).

## Распространение и местообитания
Северная Америка: Айдахо, Аризона, Арканзас, Вайоминг, Калифорния, Канзас, Колорадо, Небраска, Невада, Нью-Мексико, Северная Дакота, Техас, Южная Дакота, Юта (США), северная Мексика. Обитатели, главным образом, открытых степных биотопов (прерий), а также лугов и лесных вырубок (в дубовых, можжевеловых и сосновых лесах). Никогда не обнаруживаются (как другие близкие виды своего рода) в совершенно засушливых местах обитания.

## Описание
Мелкие муравьи рыжевато-красного цвета (длина самок около 1 см, рабочие мельче, от 6,5 до 8,5 мм; самцы темнее, до чёрно-бурого цвета), внешне похожи на Myrmica и Messor. Под головой находится похожий на бороду псаммофор для переноски частичек песчаного грунта. Длина головы рабочих от 1,52 до 2,09 мм (ширина от 1,44 до 2,13 мм), длина скапуса усика от 1,10 до 1,52 мм. Длина головы самок от 1,98 до 2,09 мм (ширина от 2,17 до 2,32 мм). Длина головы самцов от 1,22 до 1,44 мм (ширина от 1,25 до 1,56 мм). Усики рабочих и самок 12-члениковые (у самцов усики из 13 сегментов). Проподеальные шипики на заднегрудке развиты. Стебелёк между грудкой и брюшком состоит из двух члеников: петиолюса и постпетиолюса (последний четко отделен от брюшка), жало развито, куколки голые (без кокона).
Рабочие полиморфны, варьируют в размерах, но не делятся размерно по своим ролям в семье. Рабочие живут в среднем около 6 месяцев, меняя выполняемые функции (возрастной полиэтизм). Например, в конце жизни они становятся фуражирами. Рабочие активны, когда температура поверхности холмика муравейника держится на уровне от 25 °C до 53 °C.

## Биология
Численность семей средняя: несколько тысяч муравьёв (варьирует от 412 до 8796 особей; по другим данным до 20 тысяч и живут такие семьи более 15 лет). Семьи моногинные, содержат одну муравьиную матку. Малочисленные семьи могут мигрировать в крупные муравейники, покинутые хозяевами. Как и другие муравьи-жнецы собирают семена растений, а также мёртвых насекомых. В гнёздах найдены семена 30 видов растений (в одном муравейнике до 9 видов семян). Врагами этого вида муравьёв являются ящерицы и птицы. Несколько видов грызунов были зарегистрированы ворующими семена, которые муравьи хранят в камерах насыпного муравейника. Из мирмекофилов в муравейниках найден мелкий муравей Monomorium minimum и пластинчатоусый жук Cremastocheilus (Cremastocheilus saucius).
Рабочие муравьи обычно фуражируют с апреля по сентябрь. В холодный период рабочие занимаются поиском корма весь день, а в жаркое летнее время только в утренние и вечерние периоды (5:00—11:00 и 15:00—21:00).
Колонии, которые имеют более высокий уровень генетического разнообразия фуражируют более длительный период времени, чем колонии с меньшим генетическим разнообразием. Имея выбор, рабочие собирают семена с большей энергетической выгодой. Семьи теряют своих фуражиров в столкновениях с соседними колониями. Рабочие защищают свои фуражировочные территории от соседних муравьиных семей. Отмечен возрастной полиэтизм: молодые рабочие сначала выполняют функции нянек (ухаживают за расплодом), а через несколько месяцев становятся фуражирами.
Диплоидный хромосомный набор рабочих и самок 2n=32 (у самцов гаплоидный n=16).

## Брачный лёт
Вылет крылатых половых особей из муравейников происходит синхронно. Крылатые самки и самцы спариваются над куполами муравейников, собираясь в рои. Крупные рои крылатых муравьёв могут удаляться от своих гнёзд до 1,4 км, но самки улетают не далее 800 м. Самки спариваются многократно, с 2—11 (в среднем 6,3) генетически различными самцами. Самки, спаривающиеся с меньшим числом самцов менее успешны при основании новых семей. Колонии многократно спаривающихся самок растут быстрее. Самцы также иногда спариваются несколько раз. Спаривание самок происходит не случайным образом. Крупные самцы более успешны в спаривании.
- Голова самца
- Самец: вид сбоку
- Самец: вид сверху

## Основание семей
Молодые самки могут основывать новые семьи самостоятельно, без помощи рабочих особей, выкапывая норку в почве. Выживание таких молодых семей негативно коррелирует с плотностью распределения самок-основательниц. Фуражирующие рабочие убивают попадающихся им самок. Факторы, не зависящие от плотности поселения несут ответственность за > 90 % смертности основательниц. Многие из первоначально отложенных самками яиц погибают или не содержат эмбрионов. Во время основания колонии личинки питаются такими яйцами. Первые появляющиеся у самок-основательниц рабочие (nanitics) очень мелкие, примерно в 3 раза меньше, чем рабочие из среднеразмерных колоний. Их длина около 2 мм (около 33 % длины обычных рабочих). Исследования показали что только 2/188 самок-основательниц выживают в период с июля по март следующего года. Крупные колонии не обязательно выращивают большее число репродуктивной биомассы. Семьи прекращают продуцировать потомство перед началом зимовки.

## Муравейники
Муравьи строят земляные гнёзда с крупными насыпными конусами конической формы. Зарегистрированные размеры построенных муравьями холмиков варьируют от 30 см в диаметре и высотой 5 см до гигантов диаметром в 135 см и высотой 25 см. При этом окрестные пространства от 1 до 3 м в диаметре от гнезда полностью вычищаются рабочими от растительности и выглядят пустынными. Муравьи кусают стебли трав (от вершины к основанию), что после гибели растений спасает муравейники от степных травяных пожаров, выжигающих все прочие окрестности. Наибольшая глубина, на которой были зимой найдены муравьи составляет 277 см (Lavigne, 1969).

## Систематика
Вид Pogonomyrmex occidentalis сходен с таксонами Pogonomyrmex salinus и Pogonomyrmex maricopa (триба Myrmicini). Вид был впервые описан в 1865 году американским энтомологом Эзрой Крессоном (Ezra Townsend Cresson, 1838—1926) под первоначальным названием Myrmica occidentalis Cresson, 1865. В 1886 году Э. Крессон включил этот вид в состав рода Pogonomyrmex. Среди синонимов вида известны следующие:
- Myrmica seminigra Cresson, 1865
- Pogonomyrmex occidentalis ruthveni Gaige, 1914
- Pogonomyrmex occidentalis utahensis Olsen, 1934
- Pogonomyrmex opaciceps Mayr, 1870